# Gwadi
Gwadi (en népalais : ग्वादी) est un comité de développement villageois du Népal situé dans le district de Gulmi. Au recensement de 2011, il comptait 2 586 habitants.